# Cristina D'Avena e i tuoi amici in TV 10
Cristina D'Avena e i tuoi amici in TV 10 è una raccolta della cantante Cristina D'Avena pubblicata nel 1997.

## Tracce
Testi di Alessandra Valeri Manera.
1. Petali di stelle per Sailor Moon – 4:14 (musica: Piero Cassano)
2. Chi la fa l'aspetti! – 4:01 (musica: Gianfranco Fasano)
3. Piccoli problemi di cuore – 3:59 (musica: Gianfranco Fasano)
4. Tazmania – 3:07 (musica: Carmelo Carucci)
5. Lisa e Seya un solo cuore per lo stesso segreto – 4:14 (musica: Gianfranco Fasano)
6. Là sui monti con Annette – 3:37 (musica: Giordano Bruno Martelli)
7. Alé Alé Alé o-o – 3:57 (musica: Gianfranco Fasano)
8. Street Sharks: quattro pinne all'orizzonte – 3:34 (musica: Silvio Amato)
9. Pennellate di poesia per Madeline – 3:27 (musica: Silvio Amato)
10. 20.000 leghe nello spazio – 2:59 (musica: Silvio Amato)
11. C'era una volta (inedito) – 2:54 (musica: Carmelo Carucci)
12. È quasi magia, Johnny! – 2:41 (musica: Carmelo Carucci)
13. Mary Bell (inedito) – 3:18 (musica: Carmelo Carucci)
14. Noddy – 3:25 (musica: Vincenzo Draghi)

## Interpreti e cori
- Cristina D'Avena (tracce 1-7, 8-9, 11-14)
- Enzo Draghi (nº 8)
- Marco Destro  (nº 10)
- I Piccoli Cantori di Milano diretti da Laura Marcora